# Vettasjoki
Vettasjoki är ett 36 kilometer långt vattendrag i Gällivare kommun, Norrbottens län och är ett av Ängesåns två största källflöden. Vettasjoki har Kalixälven som huvudavrinningsområde och är drabbat av övergödning och miljögifter.